# Hans Henric von Essen (1671–1729)
Hans Henric von Essen, född 1671 (döpt 8 oktober) i Reval, död 12 september 1729, friherre år 1717, var en svensk general och godsägare.

## Biografi
Hans Henric von Essen var son till majoren vid den estländska adelsfanan Gustav Johann von Essen. Han ingick 1690 i Sachsen-Gothas armé och deltog i rikets fälttåg i Brabant Pfalziska tronföljdskriget 1692. Han sårades flera gånger och råkade 1696 i krigsfångenskap. Därefter blev han 1701 major i kurpfalzisk tjänst och befordrades 1703 till överstelöjtnant. Han sårades på nytt och satt 1704-1706 i krigsfångenskap. Efter att ha återvänt till Pfalz deltog han i fälttåget i Italien och blev under en ny krigsfångenskap 1706 befordrad till överste. 1707 deltog han i slaget vid Toulon och deltog i den kejserliga armén under dess fälttåg i Spanien under Spanska tronföljdskriget 1708-1714. Efter avsked ur sin pfalziska tjänst begav han sig 1715 till den svenska armén i Stralsund där han 1716 blev överste för Smålands femmänningsregemente till fot. Befordrad till generalmajor 1717 fick han samma år friherrevärdighet. 
Han deltog därefter i Karl XII:s norska fälttåg och var 1717 i Strömstad där han användes av kungen som kurir mellan honom och systern Ulrika Eleonora. Vid Karl XII:s död fick Hans Henrik von Essen befäl över de svenska trupperna stationerade söder om Svinesund, och organiserade under 1719 bortförandet av förnödenheter från gränsområdet och fungerade som Carl Gustaf Rehnskiölds närmaste man under försvaret mot den dansk-norska armé som ryckte in i landet samma sommar. 1720 erhöll han generallöjtnants fullmakt och efter fredsslutet blev han regementschef över Skaraborgs regemente. Under riksdagen 1723 var han en av Fredrik I:s anhängare.
År 1723 inköpte Hans Henric Kavlås slott, som sedan dess har tillhört den friherreliga släkten von Essen. Dock flyttade aldrig Hans Henric själv till Kavlås utan bodde kvar på överstebostället i Kungslena.